# Hôtel de Fontenay (Mortagne-au-Perche)
L'Hôtel de Fontenay est un édifice situé à Mortagne-au-Perche, en France.

## Localisation
Le monument est situé dans le département français de l'Orne, à Mortagne-au-Perche 13 rue du Colonel-Guérin

## Historique
L'édifice est daté du XVIIIe siècle.
Les façades sont refaites en style Louis XV dit rococo au milieu du XVIIIe siècle.
Le bâtiment reste dans la famille de Fontenay jusqu'au début du XIXe siècle et est vendu à plusieurs reprises, et il est cédé à la paroisse au XXe siècle.
La façade sur cour et sa toiture sont inscrites au titre des Monuments historiques depuis le 3 juillet 1975.
Après des travaux de réhabilitation qui commencent en juin 2017 et d'un montant d'1,5 M d'€, l'édifice est inaugué en mars 2019.
La réhabilitation prévoit l'installation de portails permettant aux visiteurs de la ville d'admirer l'édifice .

## Architecture

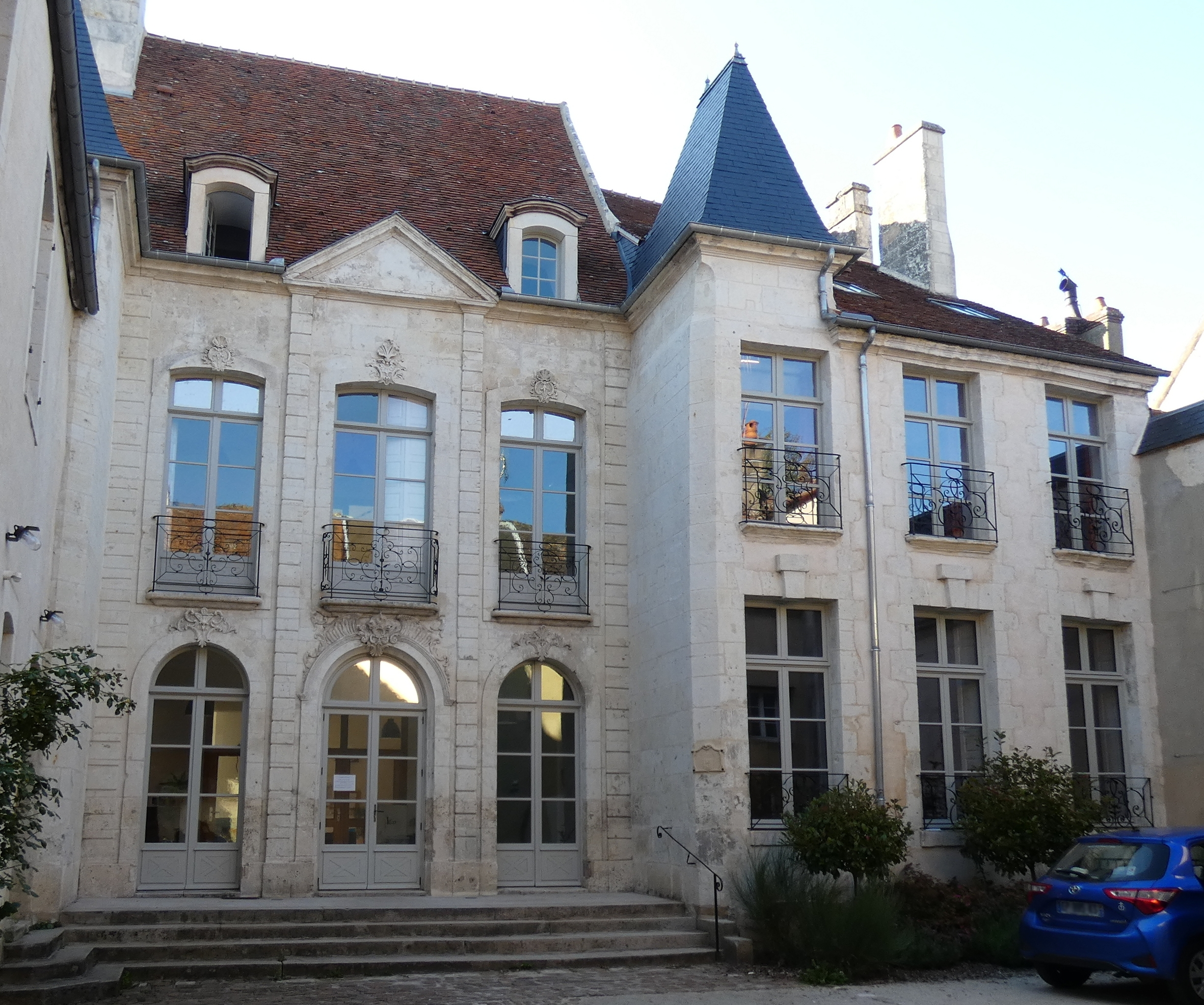
La façade sur cour.